# DoReDoS
DoReDos — молдовський гурт, до складу якого входять Марина Джундіет, Євгеній Андріанов та Сергій Мица. Заснований 2011 року у місті Рибниця. Представник Молдови на пісенному конкурсі Євробачення 2018 з піснею «My Lucky Day».

## Історія
Гурт заснований 2011 року у Рибниці. 2015 та 2016 року брали участь у національному відборі до Євробачення у Молдові, проте двічі не вигравали. Проте 2018 року вже перемогли та стали представниками Молдови на Євробаченні 2018.
У 2017 році перемогли на конкурсі «Нова хвиля».

## Дискографія

### Сингли
- «Maricica» (2015)
- «FunnyFolk» (2016)
- «My Lucky Day» (2018)
- «Write Your Number On My Hand» (2018)
- «Constantine» (2018)